# 宮崎温泉
宮崎温泉は、宮崎県宮崎市の中心部で湧出している温泉。

## 概要
温泉地は、宮崎市の橘通りや高千穂通りなどといった中心繁華街の中に位置する。
- 極楽湯 宮崎店（宮崎温泉 自然の湯）
- 宮崎リゾート温泉 たまゆらの湯